# Hundegasse (Danzig)

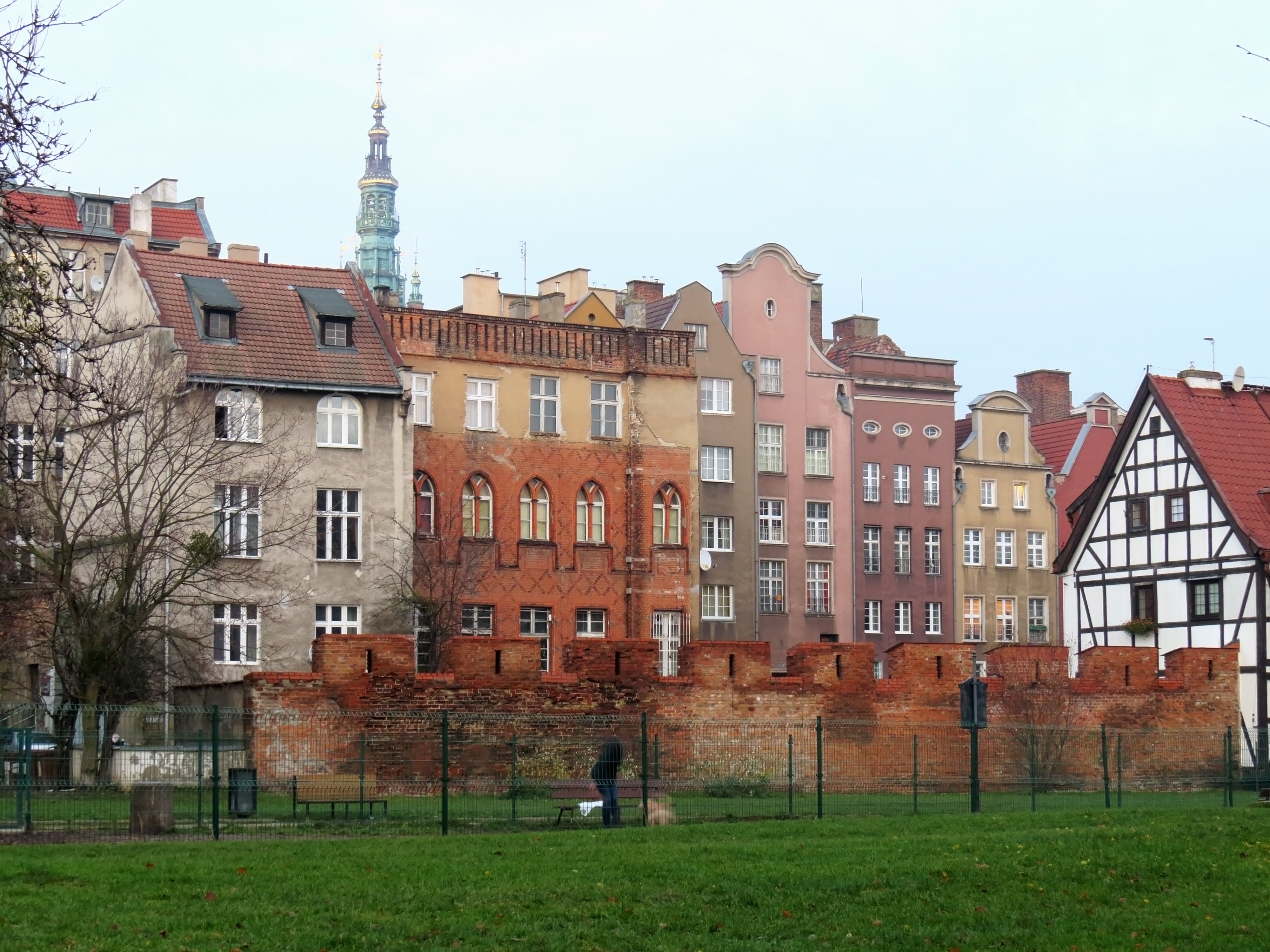
Hundegasse in Danzig

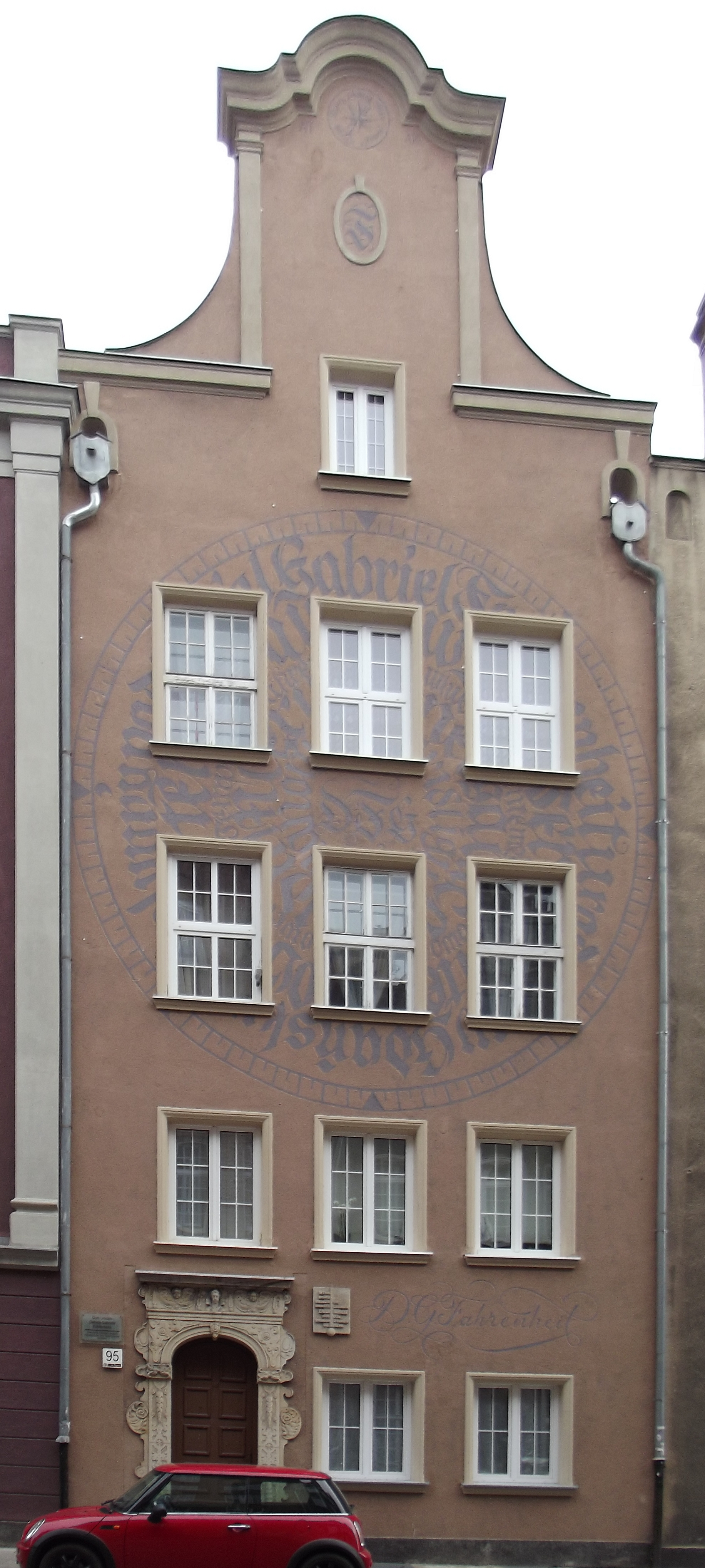
Hundegasse 95 in Danzig

Die Hundegasse in Danzig (poln. Ulica Ogarna)	wurde 1336 platea braseatorum, 1378 platea panum genannt.
Die Hundegasse steht auf der Liste von Straßen in Danzig. Sie liegt im Stadtteil Rechtstadt (poln. Główne Miasto) also im historische Zentrum Danzigs, wo sich die meisten bedeutenden Orte und Sehenswürdigkeiten befinden. Über das Kuhtor ist die Hundegasse mit der Kuhbrücke verbunden. Die historische Bausubstanz gehört in die Renaissance und sind stattliche Patrizierhäuser.
In der Hundegasse 101 wurde der humoristische Dichter Johannes Trojan (1837–1915) geboren. In der Hundegasse gab es eine Bibliothek, in der der junge Johannes Daniel Falk, der in Weimar sich noch einen Namen machte, ein und ausging und dort sein kleines Spargeld ausgegeben hatte. In der Hundegasse 95 erlebte der Erfinder des Thermometers Daniel Gabriel Fahrenheit seine Kindheit. Eine Gedenktafel befindet sich an der Hauswand. In der Hundegasse 11/12 war die alte Danziger Brauerei Eduard Rodenacker.